# Les Mystères d'Isis

Les Mystères d'Isis est une adaptation française de l'opéra La Flûte enchantée de Wolfgang Amadeus Mozart. La musique a été arrangée par Ludwig Wenzel Lachnith et le librettiste est Étienne Morel de Chédeville.

## Histoire
Le public parisien ne connaît La Flûte enchantée qu'à travers Les Mystères d'Isis, représentés la première fois à Paris le 20 août 1801 à la salle de la rue de Richelieu de l'Académie impériale de musique. L'adaptation y triompha ensuite : entre 1801 et 1827 l'adaptation fut l'objet de 130 représentations. Ce n'est qu'en 1865 qu'est joué la version originale de Mozart, en français, au théâtre lyrique du Châtelet. L'adaptation, elle, tombera dans l'oubli. Elle est réinterprétée le 23 novembre 2016 à la salle Pleyel à Paris.

## Différences avecLa Flûte enchantée
Musique
L'adaptation contient la plupart des airs de La Flûte enchantée. Elle contient aussi des airs d’opéra empruntés à Don Giovanni ou à La Clémence de Titus.
Livret
L'adaptation comprend quatre actes.

## Sources
Jean-Michel Vinciguerra, "Les Mystères d’Isis ou l’Égypte antique d’après les décorateurs de l’Opéra: sur quelques acquisitions récentes du département de la Musique", in L’Antiquité à la BnF, 20/12/2017.